# Aubin Eyraud
Aubin Eyraud est un ingénieur et mathématicien français né le 5 mars 1885 à Ružomberok, en Slovaquie, d'un père diplomate.
Il est connu principalement pour avoir réalisé le Pont de Sidi Rached (dont il n'a en fait que commencé l'ouvrage), en Algérie, et pour avoir enseigné les mathématiques à l'université d'Oxford.